# 胡杏兒
胡杏兒（英語：Myolie Wu，1979年11月6日—），香港女藝人、演員、歌手，前無綫電視藝員，具英國國籍，並於中國大陸電視行業及香港電影行業發展。

## 背景

### 早年生活
胡杏兒於香港出生，8歲時父母離異，其繼母為日本人。胡杏兒上有兩名胞姊，小時候在九龍牛頭角居住，就讀使徒信心會牛頭角幼稚園，1991年畢業於牛頭角下邨天主教柏德學校下午校。由於其父親曾任職香港警察，享有子女到國外讀書的津貼，於是在胡杏兒13歲就讀於聖母玫瑰書院時，便把她送到北愛爾蘭貝爾法斯特循道中學（Methodist College）留學，在北愛爾蘭完成六年中學。她於1998年返港，當時的胡杏兒志願想成為一位會計師，但因投考香港高級程度會考中失手而不能進入心儀大學的學系，及後卻獲得香港科技大學生物化學取錄，同學有now寬頻電視財經台首席女主播林燕玲。1999年，胡杏兒入讀大學一年級期間決定陪同朋友參選香港小姐，結果自己入圍，最終以19歲之齡獲得香港小姐季軍及活力風采獎成雙料香港小姐；其後代表過香港參選1999年度國際小姐競選。她原有計劃如果落選，並決定大學畢業後再到英國修讀會計學碩士課程。但後來當選後並決定休學，簽約無綫電視。

### 電視發展
胡杏兒在1999年－2015年間簽約無綫電視成為旗下藝員，2000年卸任香港小姐後開始拍攝電視劇。首部參演之電視劇是《錦繡良緣》。至2002年憑《流金歲月》「丁善茵」一角引起觀眾注意，獲得《萬千星輝賀台慶頒獎典禮》「本年度我最喜愛的飛躍進步女藝員」獎及提名「本年度我最喜愛的電視角色」。她同年首次擔演第一女主角，參演《律政新人王》。2003年憑《衝上雲霄》「蘇怡」一角提名《萬千星輝賀台慶頒獎典禮》「本年度我最喜愛的電視角色」，奪得三周刊2003頒獎禮的「飛躍女藝人大獎」的獎項。她在2005年往後晉身一線花旦之列，其中《我的野蠻奶奶》「田力」一角令胡杏兒以大熱姿態得到《Astro华丽台电视剧大奖》「我的至愛女主角」及「我的至愛角色」兩個獎項。此外，胡杏兒亦在《2005年度YAHOO!搜尋人氣大獎》頒獎禮上首次奪得「電視女藝人」獎。
自2005年起，胡杏兒連續四年入選壹電視大獎的十大電視藝人之一，及後於2008年4月進軍中國內地市場。當時她仍然是TVB藝人，接演劇集的產量已達25部但甚少出演綜藝節目。她應湖南衛視邀請參加《舞動奇跡》（第二季）。2008年，胡杏兒獲得《萬千星輝頒獎典禮》「時尚魅力大獎」。2009年，她首次接演內地製作的電視劇《美人心計》，因演技出色而得到中國內地業界好評和認可。。隨後於2011年，她迎來事業高峰，除了憑《怒火街頭》贏得《2012亞洲偶像盛典》「港臺地區最佳女主角」大獎及《第二屆樂視影視盛典》「港台電視劇最佳女演員」大獎，又在《第7屆華鼎獎-亞洲演藝名人滿意度調查頒獎盛典》贏得「中國最佳電視劇女演員」大獎。此外，她更憑《萬凰之王》贏得馬來西亞《MY AOD我的最愛頒獎典禮2011》「我的至爱女主角」及「我的最愛十五大電視角色」，在《2011年萬千星輝頒獎典禮》則先後憑《怒火街頭》「王思苦」一角奪得「我最喜愛的電視女角色」，再憑《萬凰之王》「沅宛」一角奪得「最佳女主角」。其後她在《星和無綫電視大獎2012》奪得「我最愛TVB女藝人」（新加坡視后）及「我最愛TVB女角色」，成為「雙料視后」。胡杏兒是首位同年奪得《MY AOD我的最愛頒獎典禮》及《萬千星輝頒獎典禮》「視后」的女藝人。她還在《2011年度YAHOO!搜尋人氣大獎》頒獎禮上三度奪得「電視女藝人」獎，是首位三度奪得該獎項的女藝人。同年與楊怡，鍾嘉欣，陳法拉及徐子珊被譽為無綫電視旗下新「五大花旦」的稱號。
2012年，胡杏兒上半年重心轉移至中國內地，連續在內地電視劇《金玉滿堂》及《辣媽俏爸》擔演第一女主角。。同年5月，她登上《2012福布斯中國名人榜》第69名，成為唯一上榜的無綫電視女藝人，12月2日於《MY AOD我的最愛頒獎典禮2012》，憑《怒火街頭2》「王思苦」一角奪得「我的最愛十五大電視角色」以及入圍「我的最愛電視女主角」最後五强。2012年至2015年間，胡杏兒一直參與內地綜藝節目演出，如《我們都愛笑》（湖南衛視）、《年代秀》（深圳衛視）、《奇妙的朋友》、《快樂大本營》、《大牌駕到》（騰訊視頻）等。及至2015年7月宣佈約滿離開無綫電視，結束與無綫16年之賓主關係。《巾帼枭雄之谍血长天》是她的告別作。
2016年，胡杏兒憑內地劇《我的繼父是偶像》成為第12屆中美電影節—「中國最佳電視劇女主角」（金天使視后）。2017年，她與「胡說八道會」成員胡定欣、胡蓓蔚、姚子羚、黃智雯及李施嬅主持《胡說八道真情假期》。該節目既獲得TVB 馬來西亞星光薈萃頒獎典禮2017「最喜愛TVB綜藝節目」獎，又獲提名TVB 馬來西亞星光薈萃頒獎典禮2017「最喜愛TVB節目主持」最後五強。現時，胡杏兒主力在香港及中國大陸作兩棲發展。

### 音樂發展
2004年，胡杏兒第一次參與廣播劇《戀愛星空4+4》，首次唱主题曲《1+1》。2005年首次為主演的電視劇《西廂奇緣》唱主題曲《嫁衣裳》。及後TVB為旗下女藝員推出唱片《金牌女兒紅》，當中包括由她主演的2007年電視劇《亂世佳人》的主題曲《幸而》是。她往後演唱了不少電視劇的主題曲和片尾曲。2008年5月，胡杏兒簽了唱片公司Neway Star，11月28日發表首張唱片《Evolve》。於2009年11月24日，她推出了全新大碟《Love Holic》，同年12月13日舉行香港首個個人小型音樂會。
胡杏兒曾獲取香港四個主要媒體的新人獎項，計有新城電台《新城勁爆頒獎禮》新城勁爆新登場女歌手，商業電台《叱咤樂壇流行榜頒獎禮》叱咤樂壇生力軍女歌手銀獎，無綫電視《十大勁歌金曲頒獎典禮》新人薦場飆星獎及最受歡迎合唱歌曲獎銅獎以及香港電台《十大中文金曲頒獎禮》最有前途新人獎-優異獎。2009年11月25日，胡杏兒發表第2張唱片《Love Holic》，當中《尋愛》是其首份填詞作品。當她於2011年退出樂壇後多以業餘歌手身份亮相，間中仍會主唱劇集歌曲。2015年《陪著你走》主題曲《天使》是其最後一首為無綫電視主唱的劇集歌曲。此劇主題曲《天使》除獲提名《萬千星輝頒獎典禮2015》「最受歡迎劇集歌曲」外，亦獲提名《星和無綫電視大獎2015》「我最愛TVB電視主題曲」。

### 電影發展
胡杏兒初出道時曾演出電影《驚聲尖叫》。2011年獲邀參與電影演出，於《建黨偉業》中飾演七姨太。同年，胡杏兒參與杜琪峰執導的電影《奪命金》﹐電影在2011年10月20日上映，本片亦入圍《第68屆威尼斯電影節競賽片》，亦在《第31屆多倫多國際影展》，《第59屆西班牙聖塞巴斯蒂安電影節》，《2011年香港亞洲電影節》及《第16屆釜山國際電影節》為參展電影。另外，胡杏兒曾先後夥拍田亮及王自健，分別以第一女主角身份參演《瑪格麗特的春天》（前稱為在澳門說我願意）及《一车四仆》（前稱為我為車狂）。

### 其他發展
2015年8月10日，胡杏兒與時裝禮服設計師姚子裕（Kev Yiu）合作投資開設自家品牌婚紗店“KEVOLIE”正式開幕，成為老闆兼擔任行政總裁。2017年9月4日，她在香港洲際酒店舉行的2017秋冬系列時裝展上宣布KEVOLIE即將進軍內地市場，在上海開分店，並於同年10月中開業，同時擔任營運總監。2018年4月26日，KEVOLIE在上海靜安區北京西路1228號正式開幕。作為品牌主理人的胡杏兒在開幕活動上佈KEVOLIE於同年6月舉行進軍內地市場後首個時裝展。不過在2018年8月8日，她宣布退出KEVOLIE，不再持有有關股份且卸任營運總監，而姚子裕也隨即卸任設計總監。
2018年10月9日，胡杏兒宣布不與HMV數碼中國集團續約，改為自組工作室「東方新星有限公司」繼續發展演藝事業。2020年9月10日，她透過個人工作室宣佈加盟北京昊星影視文化有限公司。

## 個人生活

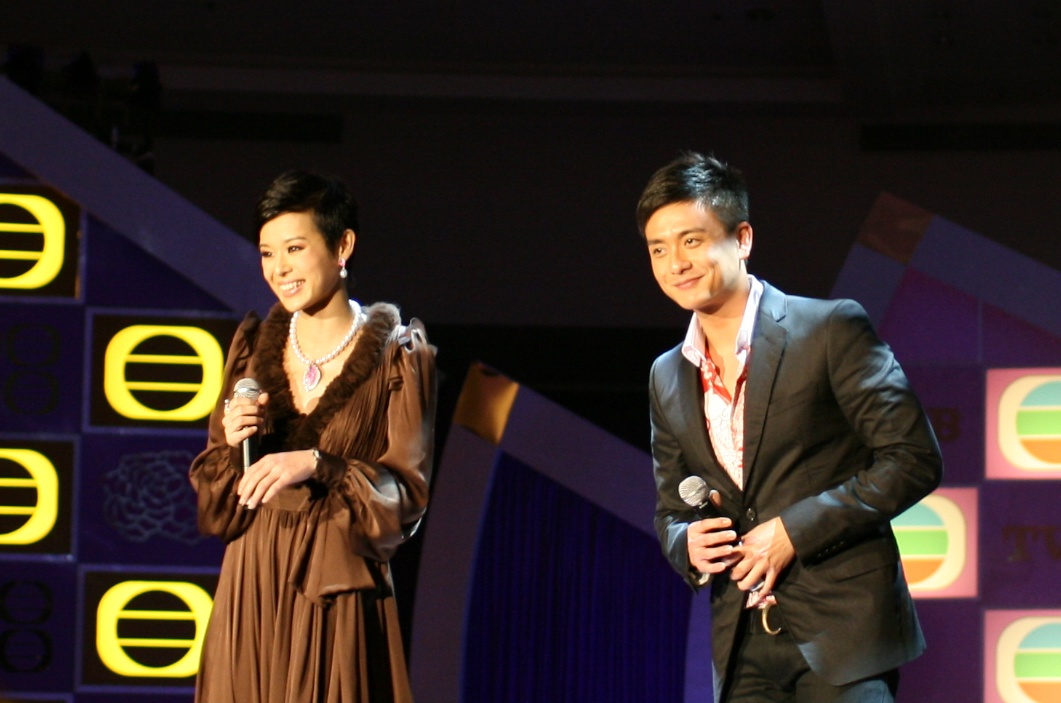
胡杏兒與黃宗澤出席無綫電視節目

胡杏兒入行不久便公開和圈外中意混血男友Nardone Ruggero正在交往。然而這段戀情只維持了四年，最終於2005年正式分手。2005年，胡杏兒和黃宗澤因合作拍攝無綫電視古裝劇《我的野蠻奶奶》而相戀，但兩人對於戀情一直很低調，只承認彼此是好朋友關係。及後他們正式公開了情侶關係。兩人曾在TVB《十大熒幕情侶選舉2012》，以最高票數獲網民和觀眾選為「我最喜愛至尊螢幕情侶」。，然而雙方於2012年7月25日接受查小欣電台訪問時證實分手。
2015年1月，胡杏兒向媒體承認與圈外男友李乘德相戀。。同年11月6日（即胡杏兒36歲生日），她於微博宣佈與男友訂婚。12月28日，兩人在香港舉行以“祝李杏福”为主题，“MP”（由胡杏兒及李乘德英文名首个字母結合而成）为婚礼标志的婚禮。至2017年5月14日，胡杏兒宣布懷孕5個月，同年10月13日，胡杏兒宣布已誕下長子。2019年1月29日，她在社交網站宣布自己再度懷孕，同年7月6日，胡杏兒宣布已誕下次子。後來到了2020年12月25日在社交網站宣布自己第三度懷孕，2021年4月6日宣布已誕下幼子。

## 個人紀錄

### 香港演藝圈
1. 於2005年、2006年及2011年三次成為YAHOO!搜尋人氣大獎「電視女藝人」之盟主，並先後以25歲、26歲及32歲之齡成為頒獎禮成立而來最年輕的得主。
2. 於2005年一連播出五部主演的劇集成為「劇霸」。憑《我的野蠻奶奶》「田力」一角於《Astro華麗台電視劇大獎》奪得「我的至愛女主角」及 「我的至愛角色」，並以27歲之齡成為頒獎禮成立而來最年輕的「大馬視后」。
3. 在2005年－2009年、2012年及2013年六次入選壹電視大獎的十大電視藝人之一，其中在2007年及2012年二次入選十大電視藝人的第3位。
4. 在2011年憑《萬凰之王》「佟佳.沅宛」（孝慎成皇后）一角先於《MY AOD我的最愛頒獎典禮2011》奪得「我的至愛女主角」及 「我的最愛十五大電視角色」，並以32歲之齡再度成為頒獎禮成立而來最年輕的「大馬視后」。及後在《萬千星輝頒獎典禮2011》再度憑《萬凰之王》「佟佳.沅宛」（孝慎成皇后）一角、《怒火街頭》「王思苦」一角以32歲之齡分別成為「最佳女主角」（TVB視后）、「最受歡迎電視女角色」（女喜）；並以個人身份夥拍黃宗澤奪得「非凡風采男/女藝員」，成為頒獎禮成立而來首位「三料視后」。
5. 在2012年及2013年先後兩度登上福布斯中國名人榜，成為唯一一位兩度登上福布斯中國名人榜的TVB合約女藝人。（2012年綜合排名：69位、收入排名：78位，2013年綜合排名：82位、收入排名：83位）

### 中國大陸演藝圈
1. 在2011年年底至2012年年初憑《怒火街頭》「王思苦」一角先於《第二屆樂視影視盛典》中以32歲之齡成為「港台電視劇最佳女演員」（樂視網視后），後在第7屆《2012華鼎獎》再度憑《怒火街頭》「王思苦」一角成為「中國最佳電視劇女演員」（華鼎獎中國視后）；及三度憑《怒火街頭》「王思苦」一角在《2012亞洲偶像盛典》成為「港臺地區最佳女主角」（安徽視后）。
2. 在2013年憑《衝上雲霄II》「顧夏晨」一角以33歲之齡成為《青春的選擇2013年度盛典》「港臺地區最受歡迎女演員」（深圳視后）。
3. 在2016年憑《我的繼父是偶像》「任曉曼」一角以36歲之齡成為第12屆《中美電影節》「中國最佳電視劇女主角」（金天使視后）。
4. 在2020年首度以電視廣播有限公司「最佳女主角」（TVB視后）身份擔任《2020年中央廣播電視總台春節聯歡晚會》粵港澳大灣區分會場的大會司儀。
5. 在2020年以41歲之齡參與網絡視視頻騰訊視頻演員演技選拔真人秀《演員請就位》（第二季），並在該真人秀最後一期中以249票的成績獲得「年度最佳演員」，同時亦是首位香港演員獲得此榮譽。
6. 在2021年以41歲之齡亮相中國中央電視台《2021年中央廣播電視總台春節聯歡晚會》，是繼去年擔任2020年「央視春晚——粵港澳大灣區分會場」大會司儀後再度獲邀參與。除了採用廣東話、東北話混合對白並夥拍賈冰、倪妮、唐藝昕、曾舜晞、楊迪、張雨綺、包貝爾共同演出小品《開往春天的幸福》外，同時亦打破了3大紀錄：1. 央視春晚舞台上首次有粵語對白 2. 相隔22年第3位參演央視春晚小品的香港藝人及3. 第2次有香港藝人加盟央視春晚小品。

## 演出作品

### 電視劇（無綫電視）
| 年份   | 劇名                         | 角色                          | 備註                                     |
| ------ | ---------------------------- | ----------------------------- | ---------------------------------------- |
| 2001年 | 錦繡良緣                     | 程穎姿                        |                                          |
| 2001年 | 婚姻乏術                     | 程曉君                        |                                          |
| 2001年 | 婚前昏後                     | 常平平                        |                                          |
| 2002年 | 法網伊人                     | 杜比比（Toby）                |                                          |
| 2002年 | 鄭板橋                       | 饒五妹                        |                                          |
| 2002年 | 再生緣                       | 劉燕玉                        |                                          |
| 2002年 | 流金歲月                     | 丁善茵（Elaine）              | 萬千星輝賀台慶2002飛躍進步女藝員         |
| 2002年 | 絕世好爸                     | 高翠怡（Polly）               |                                          |
| 2003年 | 皆大歡喜                     | 袁 盈（Mandy）                |                                          |
| 2003年 | 律政新人王                   | 鍾清鈴（Ling Ling)            |                                          |
| 2003年 | 衝上雲霄                     | 蘇 怡(Zoe)                    |                                          |
| 2004年 | 追魂交易                     | 江健兒                        |                                          |
| 2004年 | 下一站彩虹                   | 顧樂敏（Michelle）            |                                          |
| 2004年 | 富豪海灣至尊家緣－妹妹的驕傲 | Myolie                        |                                          |
| 2005年 | 西廂奇緣                     | 紅 娘                         |                                          |
| 2005年 | 同撈同煲                     | 鄭碧雲                        |                                          |
| 2005年 | 情迷黑森林                   | 唐 霜                         |                                          |
| 2005年 | 我的野蠻奶奶                 | 田 力                         |                                          |
| 2005年 | 識法代言人                   | 沈一言                        |                                          |
| 2006年 | 肥田囍事                     | 何美田                        |                                          |
| 2007年 | 亂世佳人                     | 顧平安                        |                                          |
| 2007年 | 歲月風雲                     | 方秉怡                        |                                          |
| 2008年 | 野蠻奶奶大戰戈師奶           | 周麗敏（阿蚊）                |                                          |
| 2008年 | 太极                         | 言子规/司琴                   |                                          |
| 2008年 | 當狗愛上貓                   | 周自瑜（Chow Chow）           |                                          |
| 2009年 | 烈火雄心3                    | 高惠盈                        |                                          |
| 2009年 | 巴不得爸爸...                | 蘇鳳妮                        |                                          |
| 2010年 | 秋香怒點唐伯虎               | 秋 香                         |                                          |
| 2011年 | 魚躍在花見                   | 姜 羌                         |                                          |
| 2011年 | 怒火街頭                     | 王思苦（Kris）                | 萬千星輝頒獎典禮2011我最喜愛的電視女角色 |
| 2011年 | 萬凰之王                     | 佟佳·沅宛（孝慎皇后）         | 萬千星輝頒獎典禮2011最佳女主角           |
| 2012年 | 換樂無窮                     | 范淑香/侯若海（Hailey）       |                                          |
| 2012年 | 耀舞長安                     | 利在山（紫霞公主）            |                                          |
| 2012年 | 怒火街頭2                    | 王思苦（Kris）                |                                          |
| 2013年 | 戀愛季節                     | 姚冬妮                        |                                          |
| 2013年 | 衝上雲霄II                   | 蘇怡（Zoe）/ 顧夏晨（Summer） |                                          |
| 2014年 | 醋娘子                       | 曹 青                         |                                          |
| 2015年 | 陪著你走                     | 宋天從                        |                                          |
| 2015年 | 梟雄                         | 顧小樓                        |                                          |
| 2016年 | 巾帼枭雄之谍血长天           | 張寄生                        |                                          |

### 電視劇（香港；其他）
|        | 製作公司                                | 劇集     | 角色   |
| ------ | --------------------------------------- | -------- | ------ |
| 2018年 | 中國數碼娛樂有限公司                    | 向西聞記 | 楊雨雅 |
| 2020年 | 香港電視娛樂有限公司、 本地製作有限公司 | 熟女強人 | 鄒靜   |

### 電視劇（中國大陸）
| 年份   | 首播頻道           | 劇集           | 角色             |
| ------ | ------------------ | -------------- | ---------------- |
| 2010年 | 上海电视剧频道     | 美人心計       | 呂 魚            |
| 2010年 | 深圳电视剧频道     | 歡喜婆婆俏媳婦 | 錢滿貫           |
| 2012年 | 央視八套           | 跑馬場         | 盧璧輝           |
| 2013年 | 珠江频道           | 辣媽俏爸       | 顧丹丹           |
| 2013年 | 浙江卫视           | 金玉滿堂       | 張涵雁（劉毓萍） |
| 2014年 | 扬州城市频道       | 紅酒俏佳人     | 沈一曼           |
| 2016年 | 安徽经视           | 領養           | 雪 梅            |
| 2016年 | 南通三套           | 我的繼父是偶像 | 任曉曼           |
| 2017年 | 东方卫视、江苏卫视 | 那年花開月正圓 | 胡詠梅           |
| 2022年 | 央視一套           | 狮子山下的故事 | 梁歡             |
| 2022年 | 央視八套           | 親愛的生命     | 黄韻玲           |
| 2023年 | 湖南卫视、芒果TV   | 今生也是第一次 | 戴思瑾           |
| 2024年 |                    | 惜花芷         | 夏金娥（三夫人） |
| 2024年 |                    | 末代廚娘       | 榮惠太妃         |
| 2024年 |                    | 顏心記         | 颜南星的分身     |
| 2025年 |                    | 蠻好的人生     | 邱麗蘇           |
| 待播   |                    | 奇迹           | Lucie            |
| 待播   |                    | 時差一萬里     | 成曼             |
| 待播   |                    | 重器           | 桂總             |
| 待播   |                    | 这一秒过火     | 程谨之           |

### 網劇（HMV數碼中國集團）
| 年份         | 劇名                         | 角色   | 性質           | 備註             |
| 2018年3月8日 | 《向西聞記》－《畜牲傳心師》 | 楊雨雅 | 單元第一女主角 | 杏兒首次演出網劇 |

### 電影
| 年份   | 劇名                  | 角色   |
| ------ | --------------------- | ------ |
| 2001年 | 驚聲尖叫              | 阿茵   |
| 2010年 | 72家租客              | 胡杏兒 |
| 2011年 | 建黨偉業              | 七姨太 |
| 2011年 | 奪命金                | Connie |
| 2011年 | 我愛HK開心萬歲        | 孕婦   |
| 2014年 | 失戀急讓              | 蔣儀   |
| 2017年 | 瑪格麗特的春天        | 謝婉兒 |
| 2019年 | 朝花夕拾芳華絕代 拾芳 | Amy    |
| 2019年 | 一車四仆              | 馬麗蘇 |
| 2023年 | 暗殺風暴              | 孟芸   |
| 2023年 | 困獸                  | 朱莉   |
| 未上映 | 平凡老爸              | 程心兒 |

### 微電影
- 2014年：《2 GETHER》（瑞麗服飾美容米蘭微電影）

### 主持
- 1999年－2000年: 《康泰旅行社最緊要好玩》（第74－75、80－81、89－92集）
- 1999年: 《兒歌金曲頒獎典禮》
- 2000年: 《Q嘜細運會》（夥拍麥長青、蓋世寶）
- 2000年: 《香港慶祝中華人民共和國國慶煙花匯演》（夥拍楊婉儀、黃桂林）
- 2002年: 《夏日情牽北海道》（夥拍何綺雲）
- 2004年: 《進軍雅典奧運》（夥拍馬德鐘、韓毓霞、鍾志光、黃安琪）
- 2004年: 《雅典黃金要賽》（夥拍馬德鐘、韓毓霞、鍾志光、谷德昭、許志安、葉璇、方力申、李嘉怡、羅泳嫻）
- 2004年: 《全城火熱穿梭奧運夜》
- 2005年: 《古都物語》（22集，一分鐘劇集導讀）
- 2005年: 《細說大奧》
- 2006年: 《向世界出發》第1輯第24-28集
- 2008年: 《舞動奇跡第二季》（第1－10集）
- 2008年: 《星級廚房》4集客席主持
- 2009年: 《勁歌金曲》（31/5、24/10客席主持）
- 2009年: 《情迷浪漫遊》（18/7客席主持）
- 2009年: 《美麗體驗北海道》（夥拍陳倩揚）
- 2009年: 《扶贫乐见艳阳天》（夥拍森美）
- 2012年: 《跟明星一起逛香港》（中央廣播電視總台賀香港回歸祖國15周年紀念日特輯，離島篇客席主持）
- 2013年: 《神級手作》第1-3集（夥拍鄭俊弘）
- 2015年: 《奇妙的朋友》（第1－10集）
- 2016年: 《全員加速中2》（第3集）
- 2016年: 《跨界歌王1》（第4－10集）
- 2017年: 《胡說八道真情假期》（第1－10集）
- 2020年：《演員請就位2》（第1—10集）
- 2021年：《導演請指教》（第1集、第4集）
- 2022年：《突襲訓練室》（25/5、31/5、1/6，第2-3集）
- 2022年：《粵講粵了解》（騰訊視頻賀香港回歸祖國25周年紀念日特輯，第12集客席主持）
- 2022年：《你好，星期六》（16/7，第26集客席主持）
- 2022年：《乘風破浪》（第1-9集）

### 電視節目司儀
- 2008年「國際中華小姐競選」（夥拍曾志偉、森美）
- 2009年「第三十一屆十大中文金曲頒獎音樂會」（夥拍李志剛、侯嘉明、梁德輝）
- 2020年《2020年中央广播电视总台春节联欢晚会》（粤港澳大湾区分会场）（夥拍陳星、劉中志、許魯南）

### 廣播劇（新城電台）
- 2004年：《戀愛星空4+4》 飾 簡靜
- 2005年：《我愛水柔柔》 飾 JJ Wu
- 2008年：《愛·因斯坦症候群》 飾 胡桃（Momoko）
- 2009年：《愛情決勝焗》 飾 黃思琳
- 2010年：《誠信練功房》 飾 青城師姐

### 舞台劇
- 2004年：《寒江釣雪》 飾 江小妹
- 2016年：《我和春天有個約會》飾 姚小蝶

### 配音
- 2016年：電影櫻桃小丸子：來自義大利的少年 飾 倩兒

### MV演出
- 1999年12月3日 李克勤 - 櫻花（胡杏兒首次演出）
- 2000年8月15日 張家輝 - 下意識
- 2000年11月30日 陳冠希 - 妳
- 2003年3月18日 麥浚龍 - 沒有人
- 2007年5月30日 鄭嘉穎 - 最美麗的第七天（僅無綫電視版本）
- 2008年2月7日 TVB群星 - 恭喜恭喜．歡樂年年（賀年歌）
- 2008年5月4日 TVB群星 - 光輝的印記
- 2008年5月23日 《舞動奇跡第2季》群星 - 因為愛（國）（汶川大地震賑災演出曲目）
- 2008年11月6日 王浩信、胡杏兒 - 哪時此刻
- 2008年11月28日 胡杏兒 - 單身旅行（另有唱片公司及無綫電視版本）、浪漫世紀（另有唱片公司及無綫電視版本）、幸而、豬小姐
- 2008年11月28日 王浩信、胡杏兒 - 最難過今天
- 2009年1月26日 《萬千星輝頒獎典禮2008》得主 - 擦亮新歲（賀年歌）
- 2009年2月16日 胡杏兒 - 時間不等我
- 2009年2月16日 黃宗澤、胡杏兒 - 感激遇到你（僅唱片公司版本）
- 2009年11月25日 胡杏兒 - 戀愛妄想（另有唱片公司及無綫電視版本）
- 2009年11月25日 胡杏兒 - 光明日、同情分、尋愛（國）、靈魂伴侶（杏兒身兼尋愛填詞人）
- 2009年11月25日 張智霖、胡杏兒 - 一刀了斷
- 2009年11月25日 鄭嘉穎、胡杏兒 - 有意
- 2009年12月2日 張智霖、胡杏兒 - 愛·過（國）
- 2011年10月31日 胡杏兒 - 天造地設
- 2013年8月2日 TVB群星 - We Dream
- 2014年6月3日 TVB群星 - We Are The Only One
- 2015年1月24日 胡杏兒、李宇春、黃軒、杜海濤、倪妮、杜天皓 - 你有沒有聽到我（國）
- 2016年9月27日 栗坤、巴圖、王子文、胡杏兒、姚笛、潘粵明、小瀋陽、劉濤 - 陽光總在風雨後（國）（《跨界歌王（第1季）》水患賑災演出曲目）
- 2022年5月18日 《乘風破浪3》群星 - 乘風（國）（《乘風破浪3》啟航曲）

### 其他
- 2008年11月6日：Megabox甜蜜聖誕廣告雜誌（選曲《單身旅行》、《浪漫世紀》、《哪時此刻》）

## 音樂作品

### 個人音樂專輯
- 曲目內粗體為派台歌

| 專輯 # | 專輯名稱   | 專輯類型 | 發行日期       | 曲目 | 第二版                                |
| ------ | ---------- | -------- | -------------- | --- | ------------------------------------- |
| 1st    | Evolve     | EP       | 2008年11月28日 | CD 1. 單身旅行 2. 浪漫世紀 3. 時間不等我 4. 幸而 5. 豬小姐 6. 哪時此刻（胡杏兒/王浩信） 7. 感激遇到你（胡杏兒/黃宗澤） 8. 最難過今天（胡杏兒/王浩信） DVD 1. 單身旅行 2. 浪漫世紀（劇場版） 3. 哪時此刻（劇場版）                      | 2009年2月16日﹕ Evolve (情人節限定版) |
| 2nd    | Love Holic | EP       | 2009年11月25日 | CD 1. 戀愛妄想 2. 光明日 3. 同情分 4. 靈魂伴侶 5. 一刀了斷（胡杏兒/張智霖） 6. 有意（胡杏兒/鄭嘉穎） 7. 尋愛（國） DVD 1. 戀愛妄想 2. 光明日 3. 同情分 4. 靈魂伴侶 5. 一刀了斷（胡杏兒/張智霖） 6. 有意（胡杏兒/鄭嘉穎） 7. 尋愛（國） | 2010年1月27日﹕ Live Holic（第二版）  |

### 群星音樂專輯
- 2006年5月18日 金牌女兒紅
- 2006年9月15日 EEG TVB 兒歌大放送
- 2007年6月27日 Best TVB Drama Hits
- 2008年8月21日 Love TV 情歌精選
- 2009年11月27日 Love TV 情歌精選2
- 2012年3月8日 真女人情歌

### 電視劇與電影歌曲收錄
| 年份   | 編號 | 歌曲名稱                                                  | 電視劇                           | 性質           | 收錄專輯                                          |
| 2005年 | 01   | 嫁衣裳 與吳卓羲合唱                                       | 西廂奇緣                         | 主題曲         |                                                   |
| 2005年 | 02   | 沙煲兄弟闖情關 與郭晉安、馬國明、江芷妮合唱               | 同撈同煲                         | 主題曲         |                                                   |
| 2005年 | 03   | 家規 與汪明荃、黃宗澤合唱                                 | 我的野蠻奶奶                     | 主題曲         | 《Best TVB Drama Hits》                           |
| 2006年 | 04   | 幸而                                                      | 亂世佳人                         | 主題曲         | 《金牌女兒紅》、《Evolve》、《Love TV. 情歌精選》 |
| 2006年 | 05   | 醜得漂亮 與許志安合唱                                     | 肥田囍事                         | 主題曲         | 許志安《In The Name Of...（Ver. 2）》             |
| 2006年 | 06   | 豬小姐 另一版本為許志安主唱的《豬先生》                   | 肥田囍事                         | 插曲           | 《Evolve》                                        |
| 2008年 | 07   | 感激遇到你 與黃宗澤合唱                                   | 野蠻奶奶大戰戈師奶               | 插曲           | 《Evolve》                                        |
| 2008年 | 08   | 最難過今天 與王浩信合唱                                   | 野蠻奶奶大戰戈師奶               | 插曲           | 《Evolve》                                        |
| 2008年 | 09   | 當狗愛上貓 與羅嘉良合唱                                   | 當狗愛上貓                       | 主題曲         | 《Love TV 情歌精選 2》                            |
| 2009年 | 10   | 有意 與鄭嘉穎合唱                                         | 烈火雄心3                        | 片尾曲         | 《Love Holic》                                    |
| 2009年 | 11   | 咪話唔就你 與吳卓羲合唱                                   | 巴不得爸爸...                    | 主題曲         |                                                   |
| 2010年 | 12   | 忘掉自己                                                  | 掌上明珠                         | 主題曲         |                                                   |
| 2010年 | 13   | 歡喜歌 與何晟銘合唱，國語歌                               | 歡喜婆婆俏媳婦                   | 主題曲         |                                                   |
| 2010年 | 14   | 水調歌頭 與陳法拉、陳豪、李思捷合唱                       | 秋香怒點唐伯虎                   | 插曲（第18集） |                                                   |
| 2011年 | 15   | 天造地設                                                  | 萬凰之王                         | 片尾曲         |                                                   |
| 2012年 | 16   | 交換快樂 與李思捷合唱                                     | 換樂無窮                         | 主題曲         |                                                   |
| 2012年 | 17   | Someone like you                                          | 怒火街頭2                        | 插曲           |                                                   |
| 2014年 | 18   | 是你嗎？ 與吳卓羲合唱                                     | 醋娘子                           | 主題曲         |                                                   |
| 2015年 | 19   | 天使                                                      | 陪着你走                         | 主題曲         |                                                   |
| 2016年 | 20   | 忘不了你（香港版本） 與汪東城、鄭欣宜、林盛斌、蔡瀚億合唱 | 電影櫻桃小丸子：來自義大利的少年 | 插曲           |                                                   |
| 2016年 | 21   | 喜歡你 與林永健合唱                                       | 我的繼父是偶像                   | 宣傳曲         |                                                   |
| 2016年 | 22   | 春天裡（國）                                              | 巾幗梟雄之諜血長天               | 插曲           |                                                   |
| 2022年 | 23   | 交出我的心                                                | 獅子山下的故事                   | 插曲（第5集）  |                                                   |
| 2022年 | 24   | 憑着愛 與樊亦敏、楊明娜、郭峰、謝君豪、林韋辰合唱         | 獅子山下的故事                   | 插曲（第6集）  |                                                   |
| 2022年 | 25   | 相逢何必曾相識                                            | 獅子山下的故事                   | 插曲（第9集）  |                                                   |
| 2022年 | 26   | 相思風雨中                                                | 獅子山下的故事                   | 插曲（第9集）  |                                                   |
| 2022年 | 27   | 明天會更好 與楊明娜、林韋辰合唱                           | 獅子山下的故事                   | 插曲（第15集） |                                                   |

### 其他歌曲收錄
| 年份   | 歌曲名稱 | 節目/項目                                              | 性質           | 收錄專輯           |
| 2004年 | 1+1 | 戀愛星空4+4 《新城電台》廣播劇                         | 主題曲         |                    |
| 2007年 | 朱古力與雲呢拿 與廖碧兒合唱 內地電台南方生活廣播「流行南方粵語兒歌大匯」季軍歌曲 | 魔界女王候補生                                         | 主題曲         | EEG TVB 兒歌大放送 |
| 2008年 | 因為愛（國） 與俞灝明、王君馨、李承鉉、胡定欣、關禮傑、伍咏薇、馬國明、牛萌萌、洪天明、張峻寧、楊若兮、鄭嘉穎、高梓淇、湯盈盈合唱 | 舞動奇跡（第2季）                                      | 賑災演出曲目   |                    |
| 2008年 | 承諾（國） 與演藝界群星合唱 | 演藝界512關愛行動                                      | 賑災演出曲目   |                    |
| 2008年 | 祝福（國） 與舞動奇跡（第2季）TVB群星合唱 | 無綫電視《眾志成城抗震救災－七百萬人的愛心》           | 賑災演出曲目   |                    |
| 2008年 | 祝福（國） 與王君馨、胡定欣、關禮傑、伍咏薇、馬國明、洪天明、鄭嘉穎、湯盈盈合唱 | 舞動奇跡（第2季）/湖南衛視賑災晚會《真情相守共渡时艰》 | 賑災演出曲目   |                    |
| 2008年 | 恭喜恭喜．歡樂年年 與TVB群星合唱 | /                                                      | 賀年歌         |                    |
| 2008年 | 光輝的印記 與TVB群星合唱 | 2008無綫電視北京奧運                                   | 主題曲         |                    |
| 2009年 | 擦亮新歲 與夏雨、米雪、李司棋、黎耀祥、王祖藍、胡定欣、林峯合唱 | /                                                      | 賀年歌         |                    |
| 2009年 | 超好奇 與張智霖合唱 | Keroro軍曹                                             | 主題曲         |                    |
| 2010年 | 手連心（國） 與演藝界群星合唱 | 演藝界情繫玉樹關愛行動                                 | 賑災演出曲目   |                    |
| 2011年 | 不要輸給心痛 與演藝界群星合唱 | 愛心無國界311燭光晚會                                  | 賑災演出曲目   |                    |
| 2011年 | 不要輸給心痛（國） 與演藝界群星合唱 | 愛心無國界311燭光晚會                                  | 賑災演出曲目   |                    |
| 2011年 | 無懼風雨（日） 與演藝界群星合唱 | 愛心無國界311燭光晚會                                  | 賑災演出曲目   |                    |
| 2012年 | We Dream 與TVB群星合唱 | 星夢傳奇、2012Amazing Summer                           | 主題曲         |                    |
| 2014年 | We Are The Only One 與TVB群星合唱 | 2014無綫電視FIFA巴西世界盃                             | 主題曲         |                    |
| 2016年 | 陽光總在風雨後（國） 與栗坤、王子文、小瀋陽、潘粤明、刘涛、巴图、姚笛合唱 | 跨界歌王（第1季）                                      | 賑災演出曲目   |                    |
| 2017年 | 全因您在，成就母愛 | 雅培媽媽喜康素【全因您在，成就母愛】                   | 廣告代言主題曲 |                    |
| 2018年 | 夢回千年（國） | 2018湖南衛視《中秋之夜》                               | 中秋演出曲目   |                    |
| 2022年 | 乘風（國） 與寧靜、那英、張薔、王心凌、許茹芸、郭采潔、鍾欣潼、吳莫愁、鄭秀妍、薛凱琪、蔡卓妍、張儷、譚維維、黃小蕾、黃奕、毛俊傑、齊溪、張天愛、吳謹言、柳翰雅、張歆藝、趙櫻子、王紫璇、徐夢桃、唐詩逸、朱潔靜、於文文、趙夢、劉戀合唱 | 2022湖南衛視《乘風破浪》                               | 主題曲         |                    |

### 其他主唱/合唱單曲
- 2004年 《一加一》（《戀愛星空4+4》廣播劇主題曲）
- 2010年 《忘掉自己》（劇集《掌上明珠》主題曲）
- 2011年 《天造地設》（劇集《萬凰之王》片尾曲）
- 2012年 《交換快樂》（與李思捷合唱、劇集《換樂無窮》主題曲）
- 2014年 《是你嗎？》（與吳卓羲合唱、劇集《醋娘子》主題曲）
- 2015年 《你有沒有聽到我》（與李宇春、倪妮、杜海濤、黃軒、杜天皓合唱，湖南衛視綜藝《奇妙的朋友》主題曲）
- 2015年 《天使》（劇集《陪著你走》主題曲）
- 2022年 《乘風》（與寧靜、那英、張薔、王心凌、許茹芸、郭采潔、鍾欣潼、吳莫愁、鄭秀妍、薛凱琪、蔡卓妍、張儷、譚維維、黃小蕾、黃奕、毛俊傑、齊溪、張天愛、吳謹言、柳翰雅、張歆藝、趙櫻子、王紫璇、徐夢桃、唐詩逸、朱潔靜、於文文、趙夢、劉戀合唱、湖南衛視綜藝《乘風破浪》主題曲）

## 派台歌曲成績
| 派台歌曲成績               | 派台歌曲成績        | 派台歌曲成績 | 派台歌曲成績 | 派台歌曲成績 | 派台歌曲成績 | 派台歌曲成績                                      |
| -------------------------- | ------------------- | ------------ | ------------ | ------------ | ------------ | ------------------------------------------------- |
| 唱片                       | 歌曲                | 903          | RTHK         | 997          | TVB          | 備註                                              |
| 2004                       |                     |              |              |              |              |                                                   |
|                            | 1+1                 | -            | -            | 3            | -            | 新城廣播劇《戀愛星空4+4》主題曲                   |
| 2006                       |                     |              |              |              |              |                                                   |
| 金牌女兒紅/Evolve          | 幸而                | -            | -            | -            | 6            |                                                   |
| In The Name Of... (第二版) | 醜得漂亮            | -            | 2            | 4            | -            | 與許志安合唱 無綫電視劇《肥田囍事》主題曲         |
| 2008                       |                     |              |              |              |              |                                                   |
| Evolve                     | 最難過今天          | -            | -            | -            | -            | 與王浩信合唱 無綫電視劇《野蠻奶奶大戰戈師奶》插曲 |
| Evolve                     | 單身旅行            | 2            | 2            | 5            | 1            | 首支冠軍歌                                        |
| Evolve                     | 浪漫世紀            | 15           | 12           | 3            | 1            |                                                   |
| 2009                       |                     |              |              |              |              |                                                   |
| Evolve                     | 時間不等我          | -            | -            | -            | -            |                                                   |
| Love Holic                 | 戀愛妄想            | -            | -            | 5            | 5            |                                                   |
| Love Holic                 | 光明日              | -            | -            | 4            | -            |                                                   |
| Love Holic                 | 一刀了斷            | -            | -            | 5            | 2            | 與張智霖合唱                                      |
| I Am Chilam                | 愛．過              | -            | -            | -            | -            | 與張智霖合唱                                      |
| Love Holic                 | 靈魂伴侶            | -            | -            | 7            | -            |                                                   |
| 2011                       |                     |              |              |              |              |                                                   |
|                            | 天造地設            | -            | -            | -            | -            | 無綫電視劇《萬凰之王》片尾曲                      |
| 2012                       |                     |              |              |              |              |                                                   |
|                            | 交換快樂            | -            | -            | -            | -            | 與李思捷合唱 無綫電視劇《換樂無窮》主題曲         |
| 2013                       |                     |              |              |              |              |                                                   |
|                            | We Dream            | ×            | ×            | ×            | 2            | 與TVB群星合唱 《星夢傳奇》主題曲                  |
| 2014                       |                     |              |              |              |              |                                                   |
|                            | We Are The Only One | ×            | ×            | ×            | 1            | 與TVB群星合唱 《2014 FIFA巴西世界盃》TVB主題曲    |
|                            | 是你嗎？            | ×            | ×            | ×            | -            | 與吳卓羲合唱 無綫電視劇《醋娘子》主題曲           |

| 各台冠軍歌總數 | 各台冠軍歌總數 | 各台冠軍歌總數 | 各台冠軍歌總數 | 各台冠軍歌總數    |
| -------------- | -------------- | -------------- | -------------- | ----------------- |
| 903            | RTHK           | 997            | TVB            | 備註              |
| 0              | 0              | 0              | 3              | 四台冠軍歌總數：0 |

- （-）未能上榜
- （×）沒有派往該台

## 獎項

### 1999年度香港小姐競選
| 獎項       | 結果 |
| ---------- | ---- |
| 季軍       | 獲獎 |
| 活力風采獎 | 獲獎 |

### 音樂獎項
| 年份 | 頒獎                                 | 獎項                         | 歌名                           | 結果 |
| ---- | ------------------------------------ | ---------------------------- | ------------------------------ | ---- |
| 2006 | 演藝家年獎2006                       | 我最喜愛樂壇新人銀獎         |                                | 獲獎 |
| 2007 | 2007年度兒歌金曲頒獎典禮             | 十大兒歌金曲                 | 《朱古力與雲呢拿》 廖碧兒 合唱 | 獲獎 |
| 2007 | 2007年度新城勁爆兒歌頒獎禮           | 新城勁爆兒歌                 | 《朱古力與雲呢拿》 廖碧兒 合唱 | 獲獎 |
| 2007 | 2007年度新城勁爆兒歌頒獎禮           | 新城勁爆合唱兒歌大獎         | 《朱古力與雲呢拿》 廖碧兒 合唱 | 獲獎 |
| 2008 | 2008年度音乐先锋榜頒獎典禮           | 港台先鋒新人                 |                                | 獲獎 |
| 2008 | 2008年度音乐先锋榜頒獎典禮           | 最佳影視歌手                 |                                | 獲獎 |
| 2008 | 2008年度新城勁爆頒獎禮               | 新城勁爆新登場女歌手         |                                | 獲獎 |
| 2009 | 2008年度叱咤樂壇流行榜頒獎典禮       | 叱咤樂壇生力軍女歌手（銀獎） |                                | 獲獎 |
| 2009 | 2008年度十大勁歌金曲                 | 新人薦場飆星獎               |                                | 獲獎 |
| 2009 | 2008年度十大勁歌金曲                 | 最受歡迎合唱歌曲獎（銅獎）   | 《最難過今天》 / 王浩信        | 獲獎 |
| 2009 | 2008年度SINA Music樂壇民意指數頒獎禮 | 我最喜愛女新人（銀獎）       |                                | 獲獎 |
| 2009 | 第三十一屆十大中文金曲得獎           | 最有前途新人獎（優異獎）     |                                | 獲獎 |
| 2009 | IFPI香港唱片銷量大獎頒獎禮2008       | 最暢銷本地女新人             |                                | 獲獎 |
| 2009 | 第9届华语音乐传媒大奖                | 百家傳媒年度新勢力           |                                | 獲獎 |
| 2009 | 2009年度新城勁爆頒獎禮               | 新城勁爆合唱歌曲             | 《一刀了斷》 / 張智霖          | 獲獎 |
| 2010 | 2009年度十大勁歌金曲                 | 最受歡迎合唱歌曲獎（銀）     | 《一刀了斷》 / 張智霖          | 獲獎 |
| 2010 | 第九届中国原创音乐流行榜頒獎典禮     | 最優秀合唱歌曲獎（港台地區） | 《一刀了斷》 / 張智霖          | 獲獎 |
| 2010 | 2009年度音乐先锋榜頒獎典禮           | 最佳影視歌手                 |                                | 獲獎 |
| 2010 | 2009年度音乐先锋榜頒獎典禮           | 最受歡迎對唱金曲             | 《愛·過》 / 張智霖             | 獲獎 |

### 電視獎項

#### 萬千星輝頒獎典禮
| 年份 | 獎項                           | 劇名     | 角色      | 結果 |
| ---- | ------------------------------ | -------- | --------- | ---- |
| 2002 | 本年度我最喜愛的飛躍進步女藝員 | 流金歲月 | 丁善茵    | 獲獎 |
| 2008 | 時尚魅力大獎                   |          |           | 獲獎 |
| 2011 | 最佳女主角                     | 萬凰之王 | 佟佳·沅宛 | 獲獎 |
| 2011 | 我最喜愛的電視女角色           | 怒火街頭 | 王思苦    | 獲獎 |
| 2011 | 非凡風采女藝員                 |          |           | 獲獎 |

#### 星和無線電視大獎
| 年份 | 獎項                        | 劇名           | 角色   | 結果 |
| ---- | --------------------------- | -------------- | ------ | ---- |
| 2011 | 「我最愛TVB電視女角色」     | 《魚躍在花見》 | 姜羌   | 獲獎 |
| 2011 | 「最具火花搭檔獎」 / 張智霖 | 《魚躍在花見》 | 姜羌   | 獲獎 |
| 2012 | 「我最愛TVB女藝人」         | 《怒火街頭》   | 王思苦 | 獲獎 |
| 2012 | 「我最愛TVB電視女角色」     | 《怒火街頭》   | 王思苦 | 獲獎 |
| 2013 | 「我最愛TVB電視女角色」     | 《衝上雲霄II》 | 顧夏晨 | 獲獎 |

#### Astro華麗台電視劇大獎獎項
| 年份 | 獎項             | 劇名               | 角色   | 結果 |
| ---- | ---------------- | ------------------ | ------ | ---- |
| 2005 | 我的至愛角色     | 下一站彩虹         | 顧樂敏 | 獲獎 |
| 2006 | 我的至愛女主角   | 我的野蠻奶奶       | 田力   | 獲獎 |
| 2006 | 我的至愛角色     | 我的野蠻奶奶       | 田力   | 獲獎 |
| 2007 | 我的至愛角色     | 亂世佳人           | 顧平安 | 獲獎 |
| 2008 | 我的至愛極品造型 | 肥田囍事           | 何美田 | 獲獎 |
| 2008 | 我的至愛角色     | 肥田囍事           | 何美田 | 獲獎 |
| 2009 | 我的至愛角色     | 野蠻奶奶大戰戈師奶 | 周麗敏 | 獲獎 |

| 年份 | 獎項             | 劇名               | 角色   | 結果 |
| ---- | ---------------- | ------------------ | ------ | ---- |
| 2005 | 我的至愛角色     | 下一站彩虹         | 顧樂敏 | 獲獎 |
| 2006 | 我的至愛女主角   | 我的野蠻奶奶       | 田力   | 獲獎 |
| 2006 | 我的至愛角色     | 我的野蠻奶奶       | 田力   | 獲獎 |
| 2007 | 我的至愛角色     | 亂世佳人           | 顧平安 | 獲獎 |
| 2008 | 我的至愛極品造型 | 肥田囍事           | 何美田 | 獲獎 |
| 2008 | 我的至愛角色     | 肥田囍事           | 何美田 | 獲獎 |
| 2009 | 我的至愛角色     | 野蠻奶奶大戰戈師奶 | 周麗敏 | 獲獎 |

#### MY AOD我的最愛頒獎典禮獎項
| 年份 | 獎項                   | 劇名 / 拍檔 | 角色      | 結果 |
| ---- | ---------------------- | ----------- | --------- | ---- |
| 2011 | 我的至愛女主角         | 萬凰之王    | 佟佳·沅宛 | 獲獎 |
| 2011 | 我的最愛十五大電視角色 | 萬凰之王    | 佟佳·沅宛 | 獲獎 |
| 2012 | 我的最愛十五大電視角色 | 怒火街頭2   | 王思苦    | 獲獎 |

#### TVB 馬來西亞星光薈萃頒獎典禮
| 年份 | 獎項              | 劇名 / 節目 / 搭檔   | 角色   | 結果 |
| ---- | ----------------- | -------------------- | ------ | ---- |
| 2013 | 最喜愛TVB電視角色 | 《衝上雲霄II》       | 顧夏晨 | 獲獎 |
| 2017 | 最喜愛TVB綜藝節目 | 《胡說八道真情假期》 |        | 獲獎 |

#### 壹電視大獎獎項
| 年份 | 獎項                                     | 結果   |
| ---- | ---------------------------------------- | ------ |
| 2003 | 隱適美 最具個人風格笑容大獎              | 獲獎   |
| 2005 | 贊助商大獎-Ferti "Style & Chic" 藝人大獎 | 獲獎   |
| 2006 | 10大電視藝人                             | 第7位  |
| 2006 | 贊助商大獎-奇華餅家 精湛演技藝人大獎     | 獲獎   |
| 2007 | 10大電視藝人                             | 第3位  |
| 2007 | 贊助商大獎-奇華餅家 演技躍進大獎         | 獲獎   |
| 2008 | 10大電視藝人                             | 第4位  |
| 2008 | 贊助商大獎-金至尊珠寶氣質女人大獎        | 獲獎   |
| 2009 | 10大電視藝人                             | 第10位 |
| 2012 | 10大電視藝人 -                           | 第3位  |
| 2012 | 贊助商大獎-Moiselle高雅時尚女藝人大獎    | 獲獎   |
| 2013 | 10大電視藝人                             | 第5位  |

#### YAHOO!搜尋人氣大獎獎項
| 年份 | 獎項                 | 結果 |
| ---- | -------------------- | ---- |
| 2005 | 電視女藝人           | 獲獎 |
| 2006 | 電視女藝人           | 獲獎 |
| 2007 | 搜尋人氣急升電視藝人 | 獲獎 |
| 2011 | 電視女藝人           | 獲獎 |

#### 其他電視獎項
| 年份 | 頒獎                                        | 獎項                                 | 劇名               | 角色   | 結果 |
| ---- | ------------------------------------------- | ------------------------------------ | ------------------ | ------ | ---- |
| 2003 | 三周刊2003                                  | 飛躍女藝人大獎                       |                    |        | 獲獎 |
| 2005 | TVB最強人氣大獎2005                         | 最強人氣偶像王（女）                 |                    |        | 獲獎 |
| 2005 | TVB最強人氣大獎2005                         | 最強人氣螢幕情侶 與黃宗澤            | 《我的野蠻奶奶》   |        | 獲獎 |
| 2005 | TVB最強人氣大獎2005                         | 十大最強人氣電視角色                 | 《我的野蠻奶奶》   | 田力   | 獲獎 |
| 2005 | 新城勁爆電視大獎頒獎禮2005                  | 新城勁爆電視演員                     |                    |        | 獲獎 |
| 2005 | 2005年度南方盛典                            | 最具人氣粵語女演員獎                 |                    |        | 獲獎 |
| 2005 | 新城娛樂台                                  | 點正娛樂勁爆電視大獎十大勁爆電視演員 |                    |        | 獲獎 |
| 2005 | 演藝家年獎                                  | 我最喜愛女電視藝員銅獎               |                    |        | 獲獎 |
| 2007 | 第一屆金彩虹大獎2007(倫敦國際廣播電台AM558) | 最愛電視女藝員                       |                    |        | 獲獎 |
| 2007 | 2007年度亞洲電視大獎頒獎典禮                | 最佳喜劇演員獎                       | 《肥田囍事》       | 何美田 | 獲獎 |
| 2007 | 香港貿易發展局2008                          | 最受歡迎香港女電視藝人- 六名之一     |                    |        | 獲獎 |
| 2009 | 2009年世紀櫻花客戶頒獎盛典:                 | 時尚魅力女藝人                       |                    |        | 獲獎 |
| 2012 | TVB十大螢幕情侶選舉2012                     | 我最喜愛至尊螢幕情侶 與黃宗澤        | 《我的野蠻奶奶》   |        | 獲獎 |
| 2012 | 第二屆樂視影視盛典2012                      | 港台電視劇最佳女演員(樂視網視)       |                    |        | 獲獎 |
| 2012 | 太子珠寶鐘錶精英獎2012                      | 視藝精英獎                           |                    |        | 獲獎 |
| 2012 | 2012年華鼎獎                                | 中國最佳電視劇女演員（華鼎獎中國視） |                    |        | 獲獎 |
| 2012 | 2012亞洲偶像盛典                            | 港臺地區最佳女主角(安徽視)           |                    |        | 獲獎 |
| 2013 | 青春的選擇2013年度盛典                      | 港臺地區最受歡迎女演員獎(深圳視)     | 《衝上雲霄II》     |        | 獲獎 |
| 2014 | 2014中國城市時尚盛典                        | 年度最具價值影視女藝人               |                    |        | 獲獎 |
| 2014 | 《風尚志》「愛是最美的風尚」明星盛典        | 明星風尚偶像                         |                    |        | 獲獎 |
| 2016 | 第12屆中美電影節                            | 中國最佳電視劇女主角 (金天使視)      | 《我的繼父是偶像》 | 任曉曼 | 獲獎 |
| 2018 | 电视剧品质盛典                              | 年度影響力劇星                       | 《那年花开月正圆》 | 胡詠梅 | 獲獎 |

### 電影獎項
| 年份 | 頒獎                  | 獎項           | 電影名                    | 角色 | 結果 |
| ---- | --------------------- | -------------- | ------------------------- | ---- | ---- |
| 2019 | 第7屆温哥华华语電影節 | 年度最佳女主角 | 《朝花夕拾芳華絕代 拾芳》 | Amy  | 獲獎 |

### 其他獎項
| 年份 | 頒獎                                  | 獎項                                             | 結果             |
| ---- | ------------------------------------- | ------------------------------------------------ | ---------------- |
| 2006 | 壹周刊-健康第壹大獎2006               | 十大健康之星                                     | 獲獎             |
| 2006 | 壹周刊-健康第壹大獎2006               | 官燕棧天然美健康大獎                             | 獲獎             |
| 2007 | 2007最具公信力                        | 纖體代言人獎                                     | 獲獎             |
| 2008 | 旭茉JESSICACODE五週年2008             | Trendiest封面大獎                                | 獲獎             |
| 2008 | 2008年中國風尚大典                    | 年度星光大道風尚人物大獎                         | 獲獎             |
| 2008 | 2008年傑出愛心演藝人獎                | －                                               | 獲獎             |
| 2008 | 优质生活品牌2008                      | 活力生活大奖                                     | 獲獎             |
| 2012 | 2012年:香港時裝設計師協會世界時尚天橋 | 十大傑出衣著藝人獎                               | 獲獎             |
| 2014 | 旭茉JESSICACODE十一週年2014           | EdgyIcon大獎                                     | 獲獎             |
| 2015 | 東方報業集團東網民選2015              | 民意視后（東網民選TV King & Queen （民意視帝視）） | 獲獎 （第10位）  |
| 2016 | 2015－2016 onlylady美容天后頒獎盛典   | 年度最具人氣美容天后                             | 獲獎             |
| 2016 | 北京衛視 跨界歌王（第一季）           | 全國排名－胡杏兒                                 | 獲獎 （第13名）  |
| 2018 | SINA 頒獎禮- 微博之星2017             | 微博人氣星二代－Brendan Lee （胡杏兒兒子）       | 獲獎             |
| 2020 | 騰訊視頻 演員請就位（第二季）         | 年度最佳演員                                     | 獲獎 （第1名）   |
| 2020 | 時尚先生頒獎盛典                      | 年度品質藝人                                     | 獲獎             |
| 2020 | 南方人物周刊                          | 年度魅力人物                                     | 獲獎 （12名之一) |
| 2022 | 湖南衛視乘風破浪 (第三季)             | 全國排名-胡杏兒                                  | 獲獎 (第13名)    |
| 2023 | 費加羅風尚盛典                        | 年度風尚突破演員                                 | 獲獎             |

## 提名

### 萬千星輝頒獎典禮提名
前身：

現名：
| 年份   | 獎項                             | 編號 | 劇集／節目         | 角色／歌曲             | 結果                                                                                   |
| ------ | -------------------------------- | ---- | ------------------ | ---------------------- | -------------------------------------------------------------------------------------- |
| 2002年 | 本年度我最喜愛的女主角           | 29   | 絕世好爸           | 高翠怡                 | 提名                                                                                   |
| 2002年 | 本年度我最喜愛的飛躍進步女藝員   | 03   | 法網伊人           | 杜比比                 | 提名                                                                                   |
| 2002年 | 本年度我最喜愛的飛躍進步女藝員   | 08   | 再生緣             | 劉燕玉                 | 提名                                                                                   |
| 2002年 | 本年度我最喜愛的拍檔（非戲劇組） | 11   | 別有動物天         | -                      | 提名 （與吳家樂、江芷妮一同提名）                                                      |
| 2003年 | 本年度我最喜愛的女主角           | 32   | 律政新人王         | 鍾清鈴                 | 提名                                                                                   |
| 2003年 | 本年度我最喜愛的女主角           | 45   | 衝上雲霄           | 蘇 怡                  | 提名                                                                                   |
| 2003年 | 本年度我最喜愛的拍檔（戲劇組）   | 35   | 律政新人王         | 鍾清鈴                 | 提名 （與林峯、陳鍵鋒、廖碧兒一同提名）                                                |
| 2003年 | 本年度我最喜愛的拍檔（戲劇組）   | 50   | 衝上雲霄           | 蘇 怡                  | 提名 （與吳鎮宇一同提名）                                                              |
| 2003年 | 本年度我最喜愛的拍檔（戲劇組）   | 51   | 衝上雲霄           | 蘇 怡                  | 提名 （與吳鎮宇、馬德鐘、陳慧珊一同提名）                                              |
| 2004年 | 本年度我最喜愛的女主角           | 21   | 下一站彩虹         | 顧樂敏                 | 提名                                                                                   |
| 2004年 | 本年度我最喜愛的拍檔（戲劇組）   | 19   | 下一站彩虹         | 顧樂敏                 | 提名（與謝君豪一同提名）                                                               |
| 2004年 | 本年度我最喜愛的拍檔（戲劇組）   | 21   | 下一站彩虹         | 顧樂敏                 | 提名（與陳敏之、李彩樺一同提名）                                                       |
| 2004年 | 本年度我最喜愛的拍檔（非戲劇組） | 18   | 進軍雅典奧運       | -                      | 提名（與馬德鐘、韓毓霞、鍾志光、黃安琪一同提名）                                       |
| 2004年 | 本年度我最喜愛的拍檔（非戲劇組） | 22   | 雅典黃金要賽       | -                      | 提名（與谷德昭、馬德鐘、許志安、葉璇、方力申、韓毓霞、鍾志光、李嘉怡、羅泳嫻一同提名） |
| 2005年 | 最佳女主角                       | 08   | 西廂奇緣           | 紅 娘                  | 提名                                                                                   |
| 2005年 | 最佳女主角                       | 13   | 同撈同煲           | 鄭碧雲                 | 提名                                                                                   |
| 2005年 | 最佳女主角                       | 19   | 情迷黑森林         | 唐 霜                  | 提名                                                                                   |
| 2005年 | 最佳女主角                       | 28   | 我的野蠻奶奶       | 田 力                  | 提名 最後五強                                                                          |
| 2006年 | 最佳女主角                       | 20   | 肥田囍事           | 何美田                 | 提名 最後五強                                                                          |
| 2007年 | 最佳女主角                       | 07   | 亂世佳人           | 顧平安                 | 提名                                                                                   |
| 2007年 | 我最喜愛的電視女角色             | 06   | 亂世佳人           | 顧平安                 | 提名                                                                                   |
| 2007年 | 內地觀眾最喜愛TVB女藝人          | 07   | 亂世佳人           | 顧平安                 | 提名                                                                                   |
| 2008年 | 我最喜愛的電視女角色             | 03   | 野蠻奶奶大戰戈師奶 | 周麗敏                 | 提名                                                                                   |
| 2008年 | tvb.com人氣大獎                  | 05   | 野蠻奶奶大戰戈師奶 | 周麗敏                 | 提名                                                                                   |
| 2009年 | 最佳女主角                       | 08   | 烈火雄心3          | 高惠盈                 | 提名                                                                                   |
| 2010年 | 最佳女主角                       | 01   | 巴不得爸爸...      | 蘇鳳妮                 | 提名                                                                                   |
| 2010年 | 我最喜愛的電視女角色             | 01   | 巴不得爸爸...      | 蘇鳳妮                 | 提名                                                                                   |
| 2010年 | tvb.com人氣大獎                  | 16   | 巴不得爸爸...      | -                      | 提名                                                                                   |
| 2011年 | tvb.com微博人氣大獎              | 22   | -                  | -                      | 提名                                                                                   |
| 2012年 | 最佳女主角                       | 05   | 怒火街頭2          | 王思苦                 | 提名                                                                                   |
| 2013年 | 最佳女主角                       | 08   | 衝上雲霄II         | 夏 晨                  | 提名                                                                                   |
| 2013年 | 最受歡迎電視女角色               | 08   | 衝上雲霄II         | 夏 晨                  | 提名                                                                                   |
| 2015年 | 最佳女主角                       | 14   | 陪著你走           | 宋天從                 | 提名                                                                                   |
| 2015年 | 最受歡迎劇集歌曲                 | 02   | 醋娘子             | 是你嗎（與吳卓羲合唱） | 提名                                                                                   |
| 2015年 | 最受歡迎劇集歌曲                 | 24   | 陪著你走           | 天使                   | 提名                                                                                   |
| 2017年 | 最佳非戲劇節目                   | 34   | 胡說八道真情假期   | -                      | 提名（與胡定欣、姚子羚、黃智雯、胡蓓蔚、李施嬅一同提名）                               |
| 2017年 | 最受歡迎電視拍檔                 | 13   | 胡說八道真情假期   | -                      | 提名（與胡定欣、姚子羚、黃智雯、胡蓓蔚、李施嬅一同提名）                               |

### TVB 馬來西亞星光薈萃頒獎典禮提名
前身：

現名：
| 年份   | 獎項               | 編號 | 劇集／節目         | 角色／歌曲 | 結果                     |
| ------ | ------------------ | ---- | ------------------ | ---------- | ------------------------ |
| 2005年 | 我的至愛女主角     | 02   | 下一站彩虹         | 顧樂敏     | 提名                     |
| 2007年 | 我的至愛女主角     | 07   | 亂世佳人           | 顧平安     | 提名                     |
| 2007年 | 我的至愛主題曲     | 04   | 亂世佳人           | 幸而       | 提名                     |
| 2008年 | 我的至愛女主角     | 01   | 肥田囍事           | 何美田     | 提名                     |
| 2009年 | 我的至愛情侶檔     | 01   | 野蠻奶奶大戰戈師奶 | 周麗敏     | 提名（與黃宗澤一同提名） |
| 2010年 | 我的最愛電視女主角 | 01   | 巴不得爸爸...      | 蘇鳳妮     | 提名                     |
| 2015年 | 最喜愛TVB女主角    | 10   | 陪著你走           | 宋天從     | 提名                     |
| 2015年 | 最喜愛TVB電視角色  | 37   | 陪著你走           | 宋天從     | 提名                     |
| 2015年 | 最喜愛TVB電視角色  | 59   | 梟雄               | 顧小樓     | 提名                     |
| 2017年 | 最喜愛TVB女主角    | 03   | 巾幗梟雄之諜血長天 | 張寄生     | 提名                     |
| 2017年 | 最喜愛TVB電視角色  | 05   | 巾幗梟雄之諜血長天 | 張寄生     | 提名                     |

### 星和無綫電視大獎提名
| 年份   | 獎項                | 編號 | 劇集／節目         | 角色／歌曲 | 結果                     |
| ------ | ------------------- | ---- | ------------------ | ---------- | ------------------------ |
| 2010年 | 我最愛TVB女藝人     | 02   | 野蠻奶奶大戰戈師奶 | 周麗敏     | 提名                     |
| 2010年 | 我最愛TVB電視女角色 | 02   | 野蠻奶奶大戰戈師奶 | 周麗敏     | 提名                     |
| 2011年 | 我最愛TVB女藝人     | 01   | 魚躍在花見         | 姜 羌      | 提名                     |
| 2012年 | 我最愛TVB熒幕情侶   | 03   | 怒火街頭           | 王思苦     | 提名（與鄭嘉穎一同提名） |
| 2013年 | 我最愛TVB女藝人     | 09   | 衝上雲霄II         | 顧夏晨     | 提名                     |
| 2015年 | 我最愛TVB女主角     | 03   | 陪著你走           | 宋天從     | 提名                     |
| 2015年 | 我最愛TVB電視女角色 | 03   | 陪著你走           | 宋天從     | 提名                     |
| 2015年 | 我最愛TVB熒幕情侶   | 06   | 陪著你走           | 宋天從     | 提名（與陳豪一同提名）   |
| 2015年 | 我最愛TVB電視主題曲 | 09   | 陪著你走           | 天使       | 提名                     |
| 2017年 | 我最愛TVB女主角     | 17   | 巾幗梟雄之諜血長天 | 張寄生     | 提名                     |

### 华鼎奖提名
| 年份   | 獎項                           | 編號 | 劇集     | 角色   | 結果             |
| ------ | ------------------------------ | ---- | -------- | ------ | ---------------- |
| 2012年 | 全國觀眾最喜愛的影視明星(10人) | 19   | -        | -      | 提名             |
| 2012年 | 中國都市題材電視劇最佳女演員   | 04   | 怒火街頭 | 王思苦 | 提名（最後五強） |
| 2012年 | 中國百強電視劇最佳女主角       | 04   | 怒火街頭 | 王思苦 | 提名（最後五強） |
| 2014年 | 全國觀眾最喜愛的影視明星(10人) | 20   | -        | -      | 提名             |
| 2015年 | 全國觀眾最喜愛的影視明星(4人)  | 28   | -        | -      | 提名             |

### 觀眾在民間電視大奬提名
| 2017年 | 民選最佳綜藝資訊節目主持 | 02                     | 胡說八道真情假期 | 提名 （與胡定欣、姚子羚、黃智雯、胡蓓蔚、李施嬅一同提名） |          |      |      |
| 2017年 | 民選最佳綜藝資訊節目     | 02                     | 胡說八道真情假期 | 提名 （與胡定欣、姚子羚、黃智雯、胡蓓蔚、李施嬅一同提名） |          |      |      |
| 2020年 | 民選最佳劇集             | 28                     | 熟女強人         | 31                                                        | 向西聞記 | 提名 |      |
| 2020年 | 民選最佳女主角           | 28                     | 熟女強人         | 31                                                        | 向西聞記 | 34   | 提名 |
| 2020年 | 民選最佳劇本             | 18                     | 熟女強人         | 19                                                        | 向西聞記 | 提名 |      |
| 2020年 | 民選最佳戲劇拍檔         | 75（與朱栢康一同提名） | 熟女強人         | 提名                                                      | 向西聞記 |      |      |

### 壹電視大獎提名
| 年份   | 獎項                                            | 編號 | 結果 |
| ------ | ----------------------------------------------- | ---- | ---- |
| 2010年 | 贊助商大獎－Philips 星勢非凡大獎                | 01   | 提名 |
| 2010年 | 贊助商大獎－Polo Santa Roberta 型人品味藝人大獎 | 02   | 提名 |
| 2011年 | 十大電視藝人                                    | 29   | 提名 |
| 2012年 | 贊助商大獎－GlamSmile最佳笑容藝人大獎           | 02   | 提名 |
| 2012年 | 贊助商大獎－惠而浦綠惜星色藝人大獎              | 01   | 提名 |
| 2012年 | 贊助商大獎－聲色非凡藝人大獎                    | 01   | 提名 |
| 2013年 | 贊助商大獎－BOSE超凡聲勢藝人大獎                | 01   | 提名 |
| 2013年 | 贊助商大獎－Moiselle優雅品味女藝人大獎          | 02   | 提名 |
| 2013年 | 贊助商大獎－聖安娜餅屋最有品味藝人大獎          | 01   | 提名 |

### 新加坡e樂大賞提名
| 年份   | 獎項                    | 編號 | 結果                     |
| ------ | ----------------------- | ---- | ------------------------ |
| 2012年 | e樂人氣香港電視演員     | J10  | 提名                     |
| 2012年 | 《優1周》我最喜歡的封面 | M6   | 提名（與黃宗澤一同提名） |
| 2014年 | e樂人氣香港電視演員     | J8   | 提名                     |

### 騰訊視頻第六屆星光大典提名
| 年份   | 獎項               | 編號 | 結果 |
| ------ | ------------------ | ---- | ---- |
| 2012年 | 港台年度電視女演員 | 10   | 提名 |

### 《明報周刊》演藝動力大獎提名
| 年份   | 獎項             | 編號 | 劇集     | 角色   | 結果 |
| ------ | ---------------- | ---- | -------- | ------ | ---- |
| 2011年 | 最突出電視女藝員 | 02   | 怒火街頭 | 王思苦 | 提名 |

### 首爾國際電視節提名
| 年份   | 獎項                               | 編號 | 劇集               | 角色              | 結果 |
| ------ | ---------------------------------- | ---- | ------------------ | ----------------- | ---- |
| 2012年 | 觀眾投票最高人氣獎（中國香港地區） | 04   | 怒火街頭、萬凰之王 | 王思苦、佟佳·沅宛 | 提名 |

### 勁歌金曲優秀選提名
| 年份   | 獎項           | 編號 | 歌曲                     | 結果 |
| ------ | -------------- | ---- | ------------------------ | ---- |
| 2008年 | 優秀選得獎歌曲 | 35   | 單身旅行                 | 提名 |
| 2009年 | 優秀選得獎歌曲 | 16   | 浪漫世紀                 | 提名 |
| 2009年 | 優秀選得獎歌曲 | 17   | 戀愛妄想                 | 提名 |
| 2009年 | 優秀選得獎歌曲 | 27   | 一刀了斷（與張智霖合唱） | 提名 |

### 十大勁歌金曲頒獎典禮提名
| 年份   | 獎項                 | 編號 | 歌曲                   | 結果 |
| ------ | -------------------- | ---- | ---------------------- | ---- |
| 2006年 | 新人荐场飙星奖       | 03   | -                      | 提名 |
| 2006年 | 最受歡迎合唱歌曲獎   | 15   | 醜得漂亮（許志安合唱） | 提名 |
| 2008年 | 最受歡迎新人獎（女） | 04   | -                      | 提名 |
| 2008年 | 最受歡迎合唱歌曲獎   | 06   | 光輝的印記（TVB群星）  | 提名 |

### TVB8金曲榜頒獎典禮提名
| 年份   | 獎項                     | 編號 | 歌曲 | 結果                 |
| ------ | ------------------------ | ---- | ---- | -------------------- |
| 2010年 | TVB8金曲榜金曲獎         | 23   | 提名 |                      |
| 2010年 | TVB8金曲榜最佳合唱歌曲獎 | 02   | 提名 | 愛過（與張智霖合唱） |

### 新城勁爆勵志兒歌頒獎禮提名
| 年份   | 獎項         | 編號 | 歌曲                   | 結果 |
| ------ | ------------ | ---- | ---------------------- | ---- |
| 2010年 | 新城勁爆兒歌 | 17   | 超好奇（與張智霖合唱） | 提名 |

### TVB最受歡迎電視廣告大獎提名
| 年份   | 獎項                       | 廣告                 | 結果             |
| ------ | -------------------------- | -------------------- | ---------------- |
| 2011年 | 最受歡迎電視廣告－綜合類別 | 樓宇管理維修綜合計劃 | 提名（最後五強） |
| 2011年 | 最受歡迎女主角             | -                    | 提名（最後五強） |

### 新浪微博第7屆電視劇大賞提名
| 年份   | 獎項             | 劇集           | 角色 | 結果 |
| ------ | ---------------- | -------------- | ---- | ---- |
| 2022年 | 年度時代奮鬥角色 | 獅子山下的故事 | 梁歡 | 提名 |

### 第15屆澳門國際電影節提名
| 年份   | 獎項       | 電影 | 角色 | 結果 |
| ------ | ---------- | ---- | ---- | ---- |
| 2023年 | 最佳女配角 | 困獸 | 朱莉 | 提名 |

## 外部連結
- 胡杏兒的新浪微博
- 胡杏兒在互联网电影资料库（IMDb）上的資料（英文）
- 胡杏兒在香港影庫上的簡介
- 胡杏兒在豆瓣上的资料（简体中文）
- 胡杏兒在时光网上的簡介（简体中文）
- 胡杏兒的Instagram帳戶
- 胡杏兒的Facebook專頁
- 胡杏兒的小紅書帳戶

| 前任： 吳文忻 | 香港小姐競選季軍 1999年 | 繼任： 劉嘉慧 |